# Alin Petrache

a Compétitions nationales et continentales officielles uniquement.

b Matchs officiels uniquement.
Dernière mise à jour le 30 juillet 2009.
Adrian Alin Petrache, né le 29 octobre 1976 à Bucarest, est un ancien joueur de rugby en troisième ligne qui fut capitaine de l'équipe de Roumanie. Il est devenu depuis le 8 avril 2009 le nouveau président de la fédération roumaine de rugby.

## Carrière

### En club
Il débute au Dinamo Bucarest avec lequel il joue dans le Championnat de Roumanie et dans le Challenge européen. Il rejoint AS Béziers en 2003 pour jouer dans le Championnat de France de rugby à XV jusqu'à sa retraite en 2005.

### En équipe nationale
Il obtient sa première cape le 25 avril 1998 contre les Pays-Bas lorsqu'il rentre en cours de match en tant que remplaçant. Dès lors il est appelé régulièrement en équipe nationale et participe notamment à la Coupe du monde 1999 et à la Coupe d'Europe des nations.
- 29 sélections
- 25 points (5 essais)
- sélections par année : 2 en 1998, 5 en 1999, 4 en 2000, 2 en 2001, 9 en 2002, 3 en 2003, 4 en 2004